# SOS 18
SOS 18 est une série télévisée française en 3 épisodes de 90 minutes et 36 épisodes de 52 minutes créée par Didier Cohen et Alain Krief et diffusée du 22 juin 2005 au 27 novembre 2010 sur France 3 et rediffusée sur 13e rue et IDF1.  

## Synopsis
Dans ses premiers épisodes en 90 min, cette série met en scène le quotidien d'une équipe de pompiers d'une caserne à Bordeaux. 

Transposée en épisodes 52 min, elle met ensuite en scène le quotidien d'une caserne à Angoulême.

## Distribution

### Acteurs principaux
- Arnaud Bedouët : Capitaine Laurent Servin (saisons 1 à 3)
- Virginie Caliari : Béa Forest (saisons 1 à 3)
- Yannick Soulier : Olivier Morel (saisons 1 à 3)
- France Zobda : Lucie Saint Roch
- Mohamed Hicham : Djamel Khayeb
- Patrick Raynal : Major Jeannot Garrec
- Lara Guirao : Julie Morel
- Manuela Lopez : Marion (saisons 4 à 6)
- Sylvain Katan : Simon (saisons 4 à 6)
- Fabrice Deville : Thomas (saisons 4 à 6)
- Christophe Grandjean : Maxime (saison 6)

### Autres acteurs récurrents ou secondaires
- Catherine Marchal : Catherine
- Candice Hugo : Paula
- Nadine Alari : Mère Servin
- Françoise Lépine : Madame Corget
- Florian Morin : Guillaume, Jeune sapeur pompier
- Bernard Haller : Germain
- Vincent Jouan : Le père ravisseur
- Charlotte Bonnet : Sandrine
- Isabelle Bouysse : Sophie, la psy
- Jean-Marie Juan : Maxime
- Alexandre Prince : Jérémie
- Eve Ben Sassie : Yasmina
- Gérard Lartigau : François
- Virginie Théron : Sonia
- Christelle Reboul : Josy
- Christophe Grandjean: Maxime
- Pierre Jourdan : Alexis
- Thierry René : Julien
- Selma Kouchy : Safia
- Pétronille Moss : Monique
- Jean-Christophe Lebert : Michel Lupin
- Frankie Avella : Julien
- Nathalie Roussel : Delphine Zeller
- Pierre Deny : Le beau-père de Béa
- Estelle Skornik : Céline
- Anne-Laure Balbir : Leila
- Olivier Levesque : Pompier 3
- David Beauval : Pompier Cta David
- Nicolas Jean : Pompier 1
- Laurent Violet : Christian Pascali
- Lorelei Arès : Emilie
- Jamel Eljhajaoui : Rachid Khayeb
- Ludovic Van Dorm : Christophe
- Géraldine Lapalus : Ariane
- Pierre Renverseau : Policier #1
- Julien Boissier-Descombes : Pompier Cta Julien
- Milan Argaud : Etienne
- Sébastien Marco : Pompier 2
- Bernard-Pierre Donnadieu : Martin Le Goff
- Fabrice Moussy : Philippe Barthélémy
- Olivier Saladin : Le commissaire Joinville
- Pierre Perrier : Romain
- Marina Pastor : Élise Servin
- Carole Dechantre : Flora
- Laurent Kowsky : Inspecteur
- Osman Elkharraz : Malik
- Élodie Bollée : Marion
- Edgar Givry : Le père de Marion
- Catherine Gautier : Édith
- Gérard Darier : Pancol
- Marie Dauphin : Andrée
- Yves Pignot : Maurice
- Jacques Serres : Patrick
- Tadrina Hocking : Dom
- Solène Bouton : Léa
- Olivier Minne : Adrien
- Tessa Szczeciniarz : Mélissa Meleze
- Chantal Boutonne : Femme maison 3
- Lara Granet-Legras : Fille 2
- Clarisse Loupiard : Ex-femme de Patrick
- Ilroy Plowright : Victor
- Micheline Levchin : Mère fils attarde
- Jean-Pierre Mesnard : Jean-Pierre Codis
- Regina Welk : Maud
- Étienne Draber : M. Bordenave
- Catherine Collette : Inondée
- Bart Engelen : Antoine
- Olivier Granier : Père Céline
- Sofian Hayani : Pompier Codis Bernard
- Christian Van Tomme : Chirurgien hôpital
- Virginie Ledieu : Mireille
- Loan Dumont : Frank
- Jean-Claude Lecas : Léon Martinez
- Vincent Latorre : Thierry
- Samantha Rénier : Valérie
- Isabelle Tanakil : Isabelle de Villecroze

## Fiche technique
- Directeur de production : Jean-Pierre Dusséaux

## Épisodes

### Pilotes
Pilotes de 90 min réalisés par Jacques Malaterre
1. La vie en rouge (1)
2. Tête a l'envers (2)
3. Accident de parcours (3)

### Première saison (2005)
Épisodes de 6x52 min réalisés par Dominique Baron
1. Fille et mère (4)
2. Beau-papa (5)
3. Violences conjuguées (6)
4. Le jour des voyous (7)
5. Droit de mort (8)
6. Psychodrame (9)

### Deuxième saison (2006)
Épisodes de 6x52 min réalisés par Dominique Baron
1. Saleté de gosses (10)
2. La chute (11)
3. Petit papa Noël (12)
4. La petite maison près de la rivière (13)
5. La grotte (14)
6. Chaud l'hôpital (15)

### Troisième saison (2006)
1. Le puits (16)
2. Amour pompier (17)
3. Sur les chapeaux de roue (18)
4. L'effet d’une bombe (19)
5. Chienne de vie (20)
6. Insalubre (21)

### Quatrième saison (2007)
1. Bébé volé (22)
2. Fils caché (23)
3. Faibles femmes (24)
4. L'amoureuse (25)
5. Héritage (26)
6. Tonton gâteau (27)

### Cinquième saison (2008)
1. Le temps qui reste (28)
2. Dialogues de sourds (29)
3. Septième ciel (30)
4. Trente-sixième dessous (31)
5. Fantômes du passé (32)
6. Une deuxième chance (33)

### Sixième saison (2010)
1. Déséquilibres (34)
2. Soleil noir (35)
3. Le prestige de l'uniforme (36)
4. Contre-sens (37)
5. Hautes tensions (38)
6. Pour un portable (39)